# Odznaka Honorowa Zasłużony dla Województwa Dolnośląskiego
Odznaka Honorowa Zasłużony dla Województwa Dolnośląskiego – polskie odznaczenie samorządowe, nadawane w formie odznaki honorowej będącej wyróżnieniem dla osób i instytucji szczególnie zasłużonych dla rozwoju Województwa Dolnośląskiego. Odznaka podzielona jest na dwa stopnie:
- I stopień – Odznaka Honorowa Złota Zasłużony dla Województwa Dolnośląskiego,
- II stopień – Odznaka Honorowa Srebrna Zasłużony dla Województwa Dolnośląskiego[1].

## Wygląd
Odznakę stanowi medal o średnicy 40 mm z obustronnie zaznaczoną krawędzią. Na awersie umieszczone jest godło z herbu Województwa Dolnośląskiego według wzoru przyjętego uchwałą Sejmiku Województwa Dolnośląskiego z 2009 okolone napisem „ZASŁUŻONY DLA WOJEWÓDZTWA DOLNOŚLĄSKIEGO”. Na rewersie w wawrzynowym półwieńcu grawerowane jest imię i nazwisko lub nazwa podmiotu uhonorowanego odznaką. Całość w zależności od stopnia nadania wykończona jest w kolorze złocistym lub srebrzystym. Medal zawieszony jest na wstążce o szerokości 40 mm barwy czarnej z trzema pionowymi paskami – żółtymi szerokości 8 mm po jej brzegach i białym o szerokości 4 mm pośrodku.